# Cratere Marius
Marius è un cratere lunare intitolato all'astronomo tedesco Simon Marius. Si trova nell'Oceanus Procellarum. La superficie a ovest e a nord del cratere mostra un gran numero di montagne sparse in un'area di oltre cento chilometri di diametro. Il cratere più vicino è Reiner, a sudovest. Il cratere Keplero si trova ad est-sudest, e la raggiera che inizia su di esso arriva fino al bordo di Marius.
Il fondale di Marius è stato riempito dalla lava basaltica, e la superficie è dunque piuttosto piatta. Non c'è alcun picco centrale, ma un piccolo cratere minore, 'Marius G', nella parte nordest del fondo. Il bordo del cratere è basso e di forma circolare.
L'area di questo cratere fu proposta per una missione del Programma Apollo, ma venne in seguito cancellata. A circa 50 km a sudest c'è il luogo di allunaggio della sonda Luna 7.

## Crateri correlati
Alcuni crateri minori situati in prossimità di Marius sono convenzionalmente identificati, sulle mappe lunari, attraverso una lettera associata al nome.
| Marius | Latitudine | Longitudine | Diametro |
| ------ | ---------- | ----------- | -------- |
| A      | 12.6° N    | 46.0° W     | 15 km    |
| B      | 16.3° N    | 47.3° W     | 12 km    |
| C      | 14.0° N    | 47.6° W     | 11 km    |
| D      | 11.4° N    | 45.0° W     | 9 km     |
| E      | 12.1° N    | 52.7° W     | 6 km     |
| F      | 12.1° N    | 45.3° W     | 6 km     |
| G      | 12.1° N    | 50.6° W     | 3 km     |
| H      | 11.3° N    | 50.3° W     | 5 km     |
| J      | 10.5° N    | 46.9° W     | 3 km     |
| K      | 9.4° N     | 50.6° W     | 4 km     |
| L      | 15.9° N    | 55.7° W     | 8 km     |
| M      | 17.4° N    | 54.9° W     | 6 km     |
| N      | 18.7° N    | 54.7° W     | 4 km     |
| P      | 17.9° N    | 51.3° W     | 4 km     |
| Q      | 16.5° N    | 56.2° W     | 5 km     |
| R      | 13.6° N    | 50.3° W     | 5 km     |
| S      | 13.9° N    | 47.1° W     | 7 km     |
| U      | 9.6° N     | 47.6° W     | 3 km     |
| V      | 9.9° N     | 48.3° W     | 2 km     |
| W      | 9.4° N     | 49.7° W     | 3 km     |
| X      | 9.7° N     | 54.9° W     | 5 km     |
| Y      | 9.8° N     | 50.7° W     | 2 km     |